# 国際ETSワークショップ
国際ETSワークショップ（International Workshop on Emergo Train System、IW-ETS）は、スウェーデンのリンショーピング大学病院に併設された Centre for Teaching and Research in Disaster Medicine & Traumatology（災害医療・外傷学教育研究センター：KMC）にて20年以上前から開発・運営されている救急・災害医療の机上シミュレーションである Emergo Train System の国際展開を支援するためのワークショップ。

## 概要
ETSの国際普及に伴い、各国の災害医療研修のニーズをもとに、また様々な ICT (Information Communication Technology) の災害医療への導入により国際ETSワークショップが開催されることとなり、第1回がリンシェーピング（スウェーデン）、第2回がボローニャ（イタリア）、第3回が2014年3月に Public Health England 主催によりロンドン（イギリス）で、第4回が2015年6月、富山大学危機管理医学・奥寺敬会長により富山県（日本）で開催された。第5回は、スウェーデンで開催予定である。